# Іваньківська волость
Іваньківська волость — історична адміністративно-територіальна одиниця Уманського повіту Київської губернії з центром у селі Іваньки.
Станом на 1886 рік складалася з 14 поселень, 10 сільських громад. Населення — 9437 осіб (4656 чоловічої статі та 4781 — жіночої), 1363 дворових господарств.
|                     | Площа, десятин | У тому числі орної, дес. |
| ------------------- | -------------- | ------------------------ |
| Сільських громад    | 7156           | 5950                     |
| Приватної власності | 15209          | 10180                    |
| Іншої власності     | 402            | 280                      |
| Загалом             | 22767          | 16410                    |

Основні поселення волості:
- Іваньки — колишнє власницьке село при річці Кищиха за 36 верст від повітового міста, 1382 особи, 222 двори, православна церква, єврейський молитовний будинок, 2 постоялих будинки, водяний млин, 5 лавок, базари по четвергах, водяний млин. За 2 версти — цегельний, винокурний і бурякоцукровий завод із лікарнею, постоялим будинком і водяним млином. За 4 версти — лісова контора. За 10 верст — 3 ливарних, солодовий і пивоварний заводи з постоялим будинком.
- Березівка — колишнє власницьке село при річці Угорський Тікич, 827 осіб, 160 дворів, православна церква, школа, 2 водяних млини.
- Крачківка — колишнє власницьке село, 987 осіб, 134 двори, православна церква, школа, постоялий будинок, водяний і 2 вітряних млини, винокурний завод.
- Паланочка — колишнє власницьке село, 868 осіб, 143 двори, православна церква, школа, постоялий будинок, вітряний млин.
- Полківниче — колишнє власницьке село, 1000 осіб, 168 дворів, православна церква, школа.
- Попівка — колишнє власницьке село, 721 особа, 116 дворів, школа, водяний млин.
- Харківка (Митківка) — колишнє власницьке село при річці Кищиха, 1011 осіб, 187 дворів, православна церква, постоялий будинок, лавка, водяний і вітряний млини.
- Янківка — колишнє власницьке село, 704 особи, 129 дворів, православна церква, школа, 2 постоялих будинки, 3 вітряних млини.

Старшинами волості були:
- 1909—1910 роках — Григорій Герасимович Кривошея[2],[3];
- 1912 року — Аникій Васильович Руденко[4];
- 1913 року — Герасим Іванович Мороз[5];
- 1915 року — Нікандр Йосипович Вара[6].